# NGC 7018
NGC 7018 este o interacțiune de galaxii situată în constelația Capricornul. A fost descoperită în 8 iulie 1885 de către Francis Leavenworth.